# 索斯諾夫斯科耶區

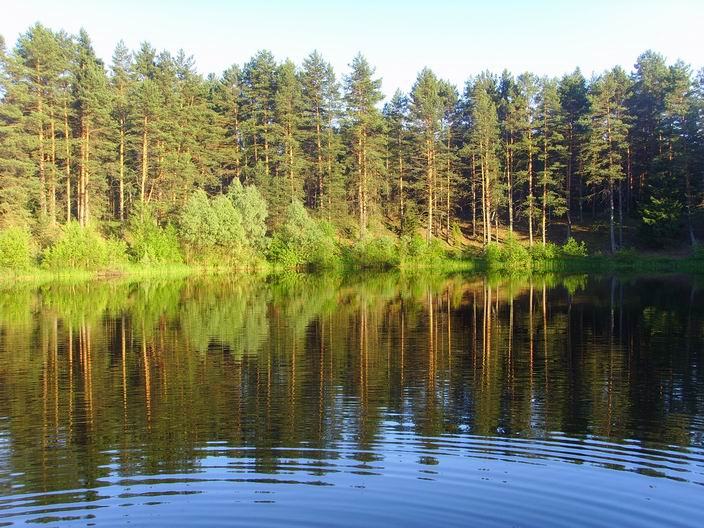

55°48′04″N 43°09′46″E / 55.80111°N 43.16278°E
索斯諾夫斯科耶區（俄语：Сосновский район），是俄羅斯的一個區，位於該國西部，由下諾夫哥羅德州負責管轄，始建於1935年，面積1,170.6平方公里，2010年人口19,546，人口密度每平方公里16.7人。